# Famille Correr
 (juillet 2024).
La famille Correr (ou Corraro) est une famille romaine, devenue famille patricienne de Venise, établie à Torcello au milieu du VIIIe siècle.

## Historique
Ils furent inclus dans la noblesse vénitienne à la clôture du Maggior Consiglio en 1297. Elle donna un pape avec Angelo, Grégoire XII. Sa sœur, Beriola est la mère du futur pape Eugène IV, Gabriele Condulmer de son nom et aïeul de Paul II (Pietro Barbo).
Antonio Correr est instituteur de canoniques de San Giorgio in Alga, évêque de Bologne, patriarche de Constantinople, mort à Padoue en odeur de sainteté et enterré dans l'église précitée.
Les deux branches de la famille furent confirmées dans leur noblesse par Résolution Souveraine du gouvernement autrichien resp. du 1er janvier 1818 et du 17 novembre 1817.

## Armes

Armes de la famille

## Personnalités

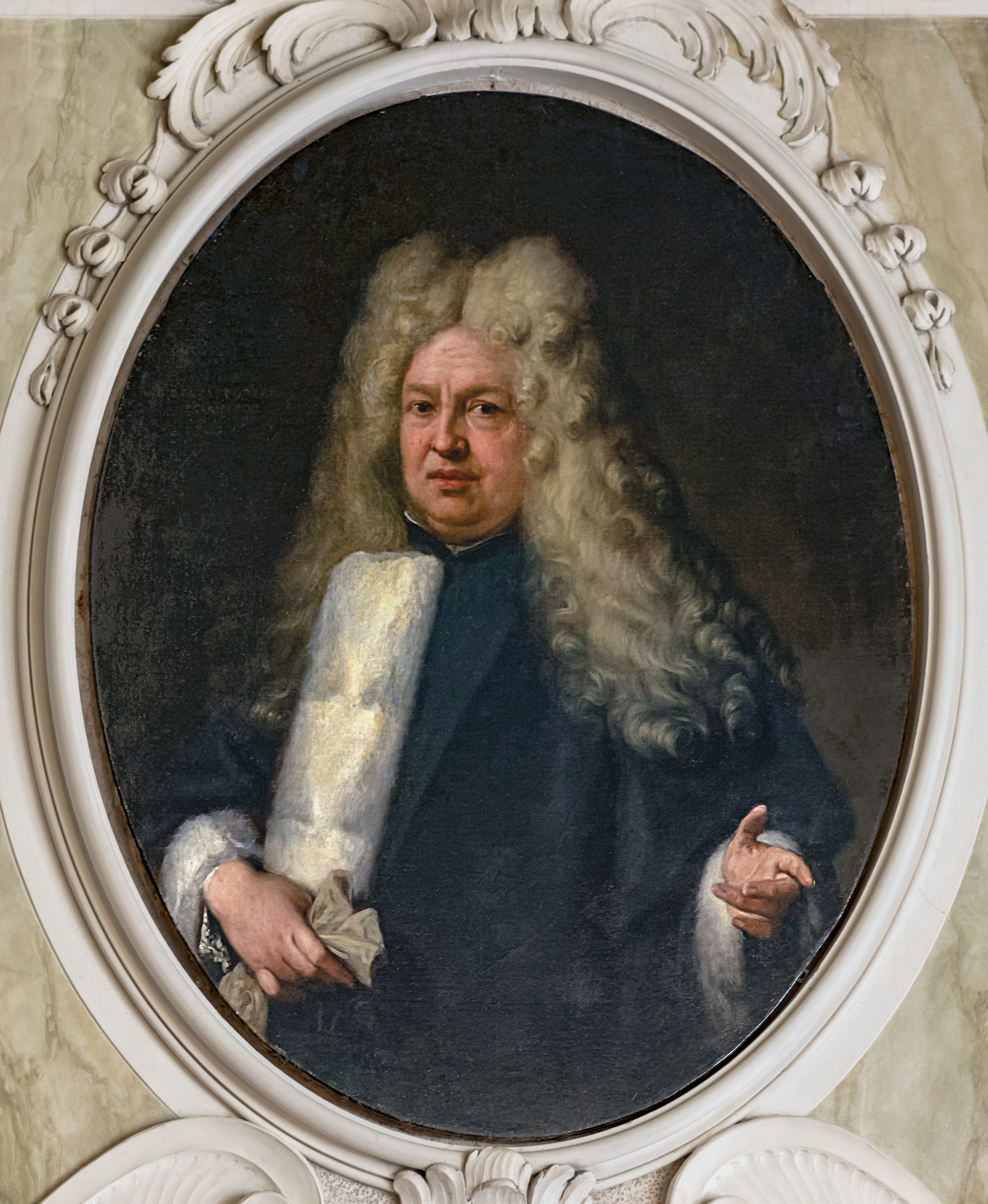
Giovanni Correr par
Antonio Bellucci Ca' Rezzonico

- Pietro Correr (1235-1240 † 1302), homme d'Église, patriarche in partibus de Constantinople (1286-1302).
- Grégoire XII, né Angelo Correr (1326 - 1417), patriarche in partibus de Constantinople (1390-1405), pape (1406-1415).
- Antonio Correr (1369 - 1445), patriarche in partibus de Constantinople (1408), cardinal de Bologne.
- Gregorio Correr (1409 - 19/11/1464), abbé de San Zeno à Vérone (1443), élu patriarche de Venise.
- Giovanni Correr ( - ap 1440), patricien vénitien, consul à Trani en 1414, électeur du Doge Foscari en1423, gouverneur de Selenico en 1424, podestat de Belluno en 1439.
- Giovanni Correr (1673-1717), Patricien vénitien, capitaine de Vicence en 1699, Podestà de Vérone en 1704, sénateur de la république de Venise en 1709, Vicepodestà de Padoue en 1711.
- Francesco Antonio Correr (7-10-1676 - 17-5- 1741), patricien vénitien, capucin à Padoue, élu patriarche de Venise le 18 novembre 1734
- Pietro Correr (18-6-1707 - 4-11-1768), ambassadeur de Venise à Vienne et à Rome
- Teodoro Correr (1750 - 1830), mécène qui a légué ses collections à l'origine du musée Correr.

## Demeures

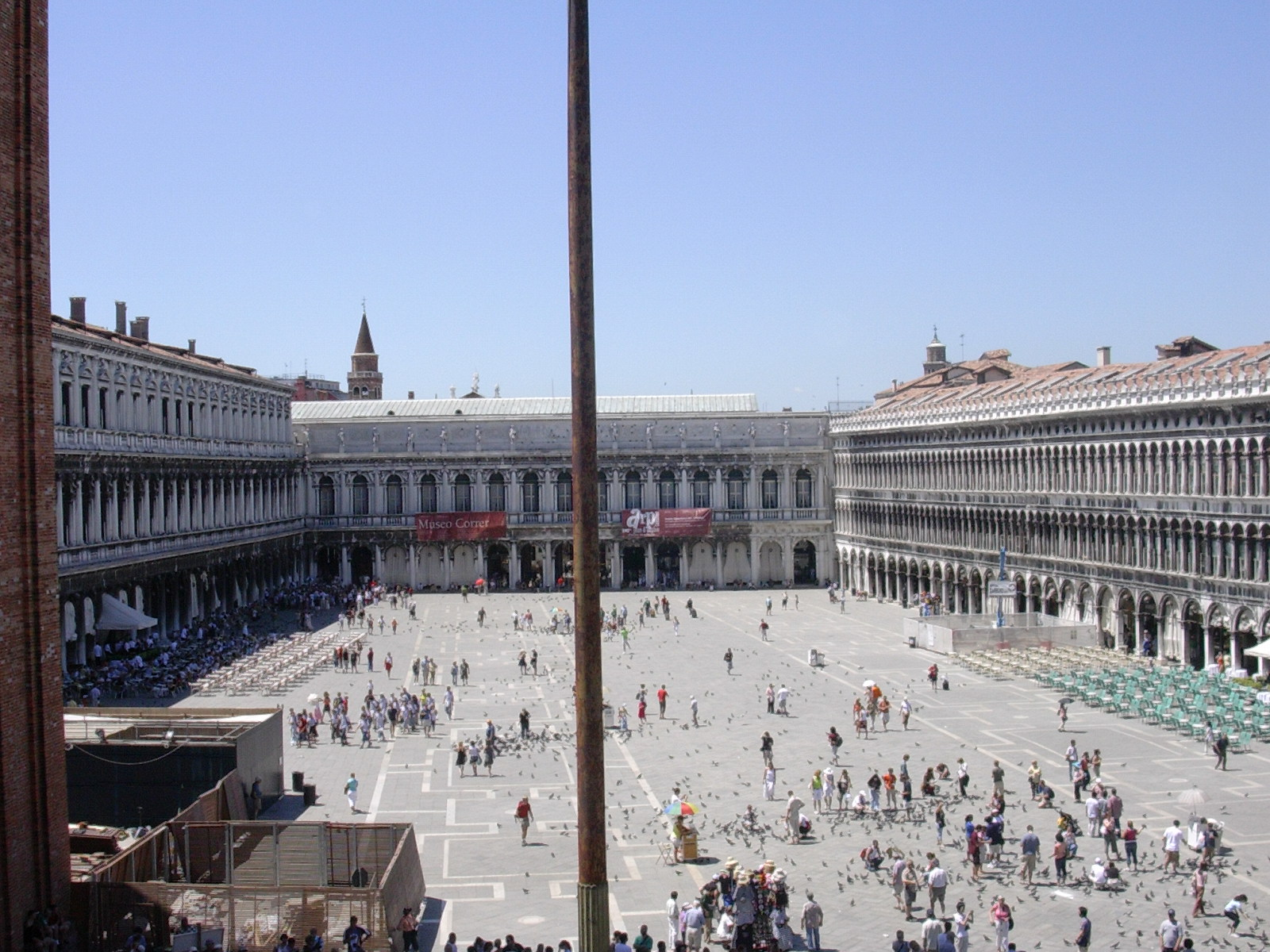
Le Musée Correr sur la place st Marc
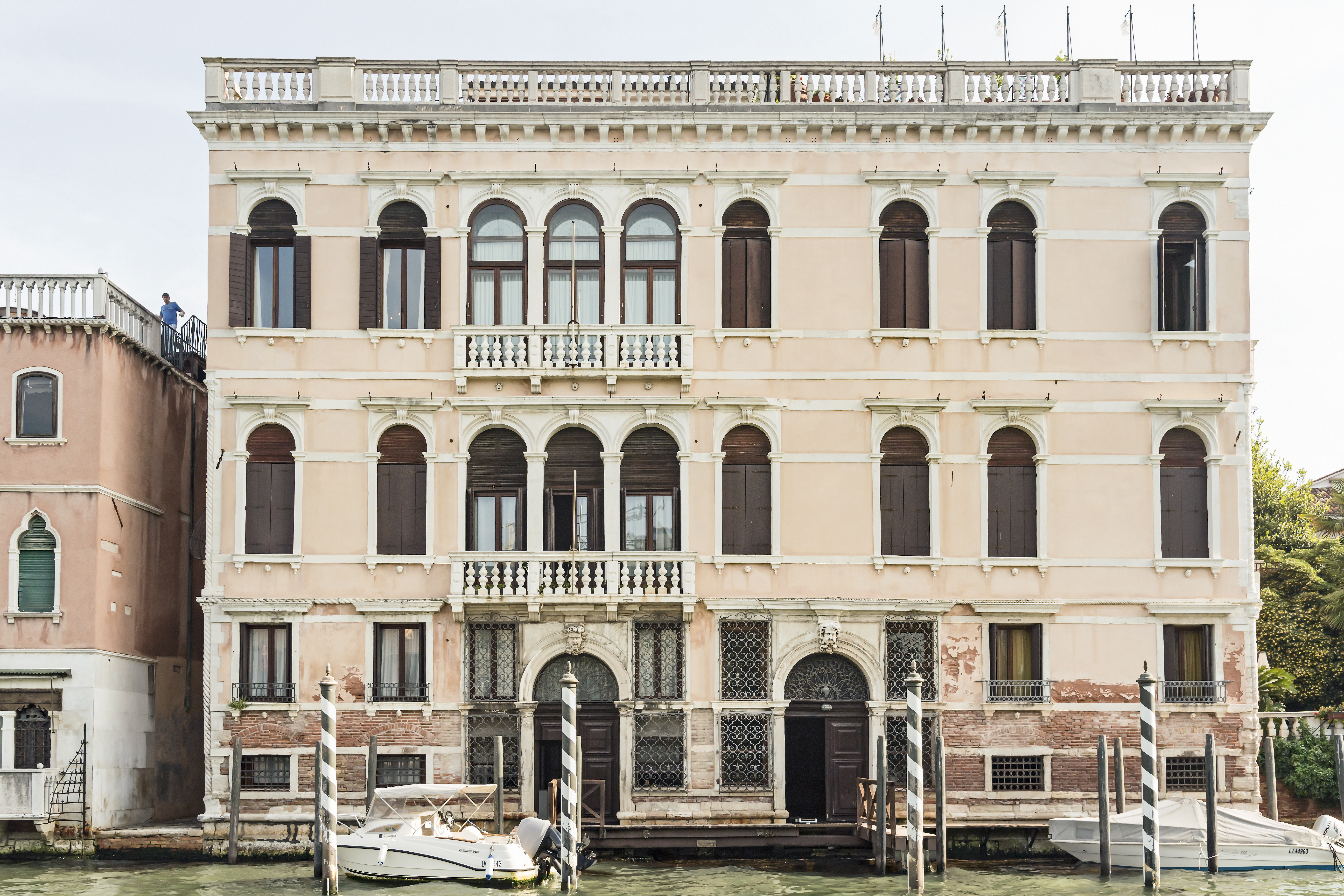
Le Palais Correr Contarini Zorzi sur le Grand Canal